# سولفادوکسین
سولفادوکسین(به انگلیسی: Sulfadoxine یا sulphadoxine) یک آنتی‌بیوتیک سولفونامیدی بسیار طولانی اثر است که به صورت ترکیبی با پیریمتامین به منظور درمان مالاریا مورد استفاده قرار می‌گیرد. 
پیشتر برای جلوگیری از مالاریا نیز استفاده می‌شد اما به دلیل مقاومت زیاد، دیگر برای این منظور تجویز نمی‌شود.
همچنین از این دارو معمولاً در ترکیب با سایر داروها برای درمان یا جلوگیری از عفونتهای مختلف دام استفاده می‌شود. 